# نیروهای محور

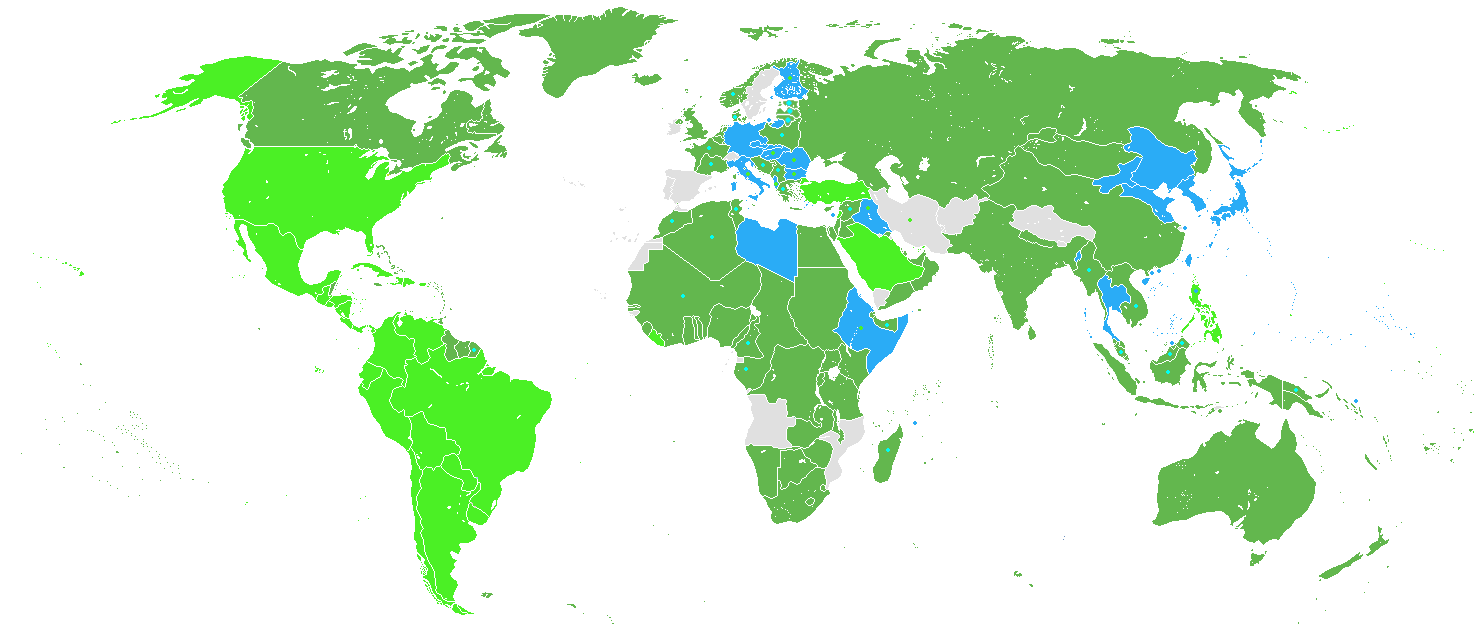
کشورهای محور (متحدین) و مستعمره‌هایشان با رنگ آبی در نقشه مشخص هستند

نیروهای محور یا متحدین (فرانسوی: Axe Rome - Berlin - Tokyo انگلیسی: Axis powers، آلمانی: Achsenmächte، ژاپنی: 枢軸国 Sūjikukoku و ایتالیایی: Potenze dell'Asse) یا محور رم-برلین و همچنین محور رم–برلین–توکیو اتحادیه‌ای بین آلمان نازی،پادشاهی ایتالیا،امپراتوری ژاپن ودیگر کشورهای متحد آن‌ها پیش از آغاز و در جریان جنگ جهانی دوم بود. این کشورها با اینکه هماهنگیِ کاملی میان خود نداشتند، بر سر جنگ با دشمنانِ مشترکِ خود (یعنی متفقین) اتفاق نظر داشتند. این اتحاد تا پایان جنگ جهانی دوم که به شکست آن‌ها انجامید، ادامه یافت. سه ابر قدرت دولت های  محور در بین خودشان به «محورِ رم، برلین، توکیو» معروف بودند. در طول این اتحاد کشورهایی نیز همسو با نیروهای محور به مخالفت با متفقین پرداخته، با این کشورها متحد شدند. برخی از کشورها نیز پس از اشغال نظامی توسط حاکمانِ دست‌نشانده به این اتحادیه می‌پیوستند. با وجود این که اعضای اتحاد محور از ابتدا اهداف مشترکی را دنبال نمی‌کردند اما در آغاز با اقدامات دیپلماتیک به دنبال تأمین توسعه‌طلبی‌های خود بودند؛ آلمان به دنبال بازپس‌گیری مناطق از دست رفته خویش در جنگ جهانی اول بود؛ ایتالیای فاشیست تحت رهبری موسولینی خواهان تأسیس دوباره امپراتوری روم در بالکان و آفریقا بود و ژاپن نیز ماجراجویی‌های خود را در چین و آسیای شرقی دنبال می‌کرد.
سنگ بنای این اتحاد با امضای پیمانی بین آلمان و ایتالیا در اکتبر ۱۹۳۶ گذاشته شد. اول نوامبر همان سال موسولینی اعلام کرد تمامی کشورهای اروپا از آن پس باید بر محور رم - برلین باشند. این سخن باعث پدید آمدن اصطلاح جدیدی با عنوان «محور» شد. تقریباً به صورت همزمان قدم بعدی با امضای پیمان ضد کمینترن، یک پیمان ضد کمونیستی بین آلمان و ژاپن برداشته شد. سال بعد ایتالیا نیز به این پیمان پیوست. «محور رم-برلین» سال ۱۹۳۹ با عقد قراردادی با عنوان «پیمان فولاد» بین آلمان و ایتالیا به یک اتحاد نظامی تبدیل شد.
در نقطه اوج خود این اتحاد بر بخش‌های گسترده‌ای از اروپا، شمال آفریقا و شرق آسیا سلطه پیدا کرده بود. با این همه بین این سه کشور هیچگاه ملاقات سه جانبه صورت نگرفت و این کشورها از هماهنگی حداقلی برخوردار بودند. جنگ سال ۱۹۴۵ با شکست قوای محور به پایان رسید و اتحاد آن‌ها از بین رفت.

## ریشه و پدیداری

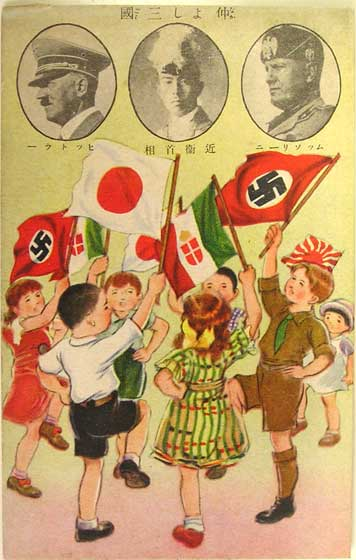
دوستان خوب در سه کشور جهان، پوستر تبلیغاتی ژاپن که از ۱۹۳۸ ترویج همکاری بین ژاپن، آلمان و ایتالیا را نمایش می‌دهد.

برای اولین بار واژه «محور» توسط بنیتو موسولینی، نخست‌وزیر ایتالیا دربارهٔ روابط آلمان و ایتالیا در سپتامبر ۱۹۲۳ به کار برده شد هنگامی‌که در نوشته‌ای گفت: «شکی نیست که در این برهه زمانی تاریخ کشورهای اروپایی بر محور برلین قرار دارد». در این زمان او بر سر اختلاف دربارهٔ منطقه فیوم مقابل یوگسلاوی و فرانسه به دنبال اتحاد با جمهوری وایمار در آلمان بود.
این اصطلاح همچنین اوایل دهه ۱۹۳۰ میلادی توسط گیولا گمبوس، نخست‌وزیر مجارستان در دفاع از پیوستن کشورش به اتحاد آلمان و ایتالیا به کار برده شد. اما با مرگ ناگهانی او هنگام مذاکرات با آلمان در مونیخ در سال ۱۹۳۶ و جانشینی کالمان دارانیی مشارکت مجارستان در این اتحاد سه جانبه به پایان رسید. مذاکرات پیوسته گالئاتسو چیانو، وزیر امورخارجه ایتالیا و الرویخ ون هوسل، سفیر آلمان در ایتالیا نهایتاً به امضای پیمانی ۱۹ ماده‌ای بین چیانو و همتای آلمانی‌اش، کنستانتین فون نویرات در سال ۱۹۳۶ انجامید. وقتی موسولینی امضای این پیمان را در اول نوامبر همین سال علنی کرد، مدعی تشکیل محور رم-برلین گردید.

### طرح اولیه اتحاد آلمان و ایتالیا
ایتالیا به رهبر ی دوک بنیتو موسولینی از اوایل دهه ۱۹۲۰ میلادی به دنبال یک اتحاد راهبردی با آلمان در مقابل فرانسه بود. او پیش از رسیدن به ریاست دولت، به عنوان رهبر جنبش فاشیست ایتالیا از ایجاد یک اتحاد با آلمان که به تازگی در جنگ اول جهانی شکست خورده بود، حمایت می‌کرد. او معتقد یود ایتالیا می‌تواند با ایجاد یک اتحاد با آلمان در مقابل فرانسه، نفوذ خود را در اروپا گسترش دهد. اوایل سال ۱۹۲۳ برای نشان دادن حسن نیت، ایتالیا به صورت محرمانه محموله‌ای از تسلیحات به ارتش آلمان رساند درحالی‌که آلمان بر اساس پیمان ورسای متحمل محدودیت‌های شدیدی در قوای نظامی خود بود.
در سپتامبر ۱۹۲۳ موسولینی از گوستاو استرسمن، صدراعظم آلمان خواست که دو کشور سیاست مشترکی را دنبال کنند. او در اصل به دنبال حمایت آلمان از ایتالیا در صورتی بود که در پی تصرف فیوم توسط این کشور، فرانسه در حمایت از یوگسلاوی وارد جنگ با ایتالیا شود.
در سال ۱۹۲۴ سفیر آلمان در ایتالیا گزارش داد که موسولینی به یک آلمان ملی‌گرا به عنوان یک متحد ضروری مقابل فرانسه می‌نگرد و به دنبال بهره‌برداری از میل نظامیان و سیاست‌مداران آلمانی به یک جنگ انتقام جویانه در مقابل فرانسه است.
در دوره جمهوری وایمار، دولت آلمان از پایبندی و احترام به پیمان ورسای که مجبور به امضای آن شده بود، امتناع می‌کرد و در بسیاری از مواقع مرزهای تعیین شده در این قرارداد را رد می‌نمود. ژنرال هانس فون زخت (فرمانده رایشسوهر -ارتش آلمان- بین سال‌های ۱۹۲۰ تا ۱۹۲۶) از اتحاد بین آلمان و شوروی برای تهاجم به لهستان و تقسیم آن برای بازگرداندن مرزهای سال ۱۹۱۴ بین آلمان و روسیه حمایت می‌کرد. گوستاو استرسمن، وزیر خارجه آلمان در سال ۱۹۲۵ اعلام کرد باز پس‌گیری اراضی از دست رفته آلمان در لهستان یک وظیفه بسیار مهم برای دستگاه سیاست خارجی این کشور است. رایشسوهر در سال ۱۹۲۶ اعلام کرد پس گرفتن اراضی آلمان از لهستان مهم‌ترین اولویت این نیروها است و بازپس گرفتن سار، الحاق اتریش به آلمان و دوباره نظامی‌سازی راینلند در مراحل بعدی قرار دارند.
با توجه به این که تعهدات آلمان بر مبنای پیمان ورسای در سال ۱۹۳۵ به پایان می‌رسید، ایتالیا از دهه ۱۹۲۰ میلادی این سال را یک سال کلیدی برای آماده‌سازی جهت جنگ با فرانسه می‌دانست.
در سال ۱۹۲۴ ملاقاتی بین ژنرال ایتالیایی لوئیجی کارپلو و مقامات بلندپایه ارتش آلمان در برلین بر سر همکاری بین دو کشور صورت گرفت. مذاکرات نهایی با این نتیجه به پایان رسید که آلمان مایل است یک جنگ انتقام جویانه با فرانسه داشته باشد اما به دلیل کمبود سلاح در ارتش این کشور امیدوار است کمک‌های لازم را از ایتالیا دریافت کند.
اما در همین زمان موسولینی بر یک نکته مهم تأکید داشت و آن این بود که ایتالیا «باید … آن‌ها را یدک بکشد، نه این که یدک کشیده شود». اوایل دهه ۱۹۳۰ میلادی جیووانی گراندی، وزیر خارجه ایتالیا به اهمیت «تعیین کنندگی» در روابط آلمان و ایتالیا اذعان داشت و تأیید کرد که ایتالیا هنوز یک ابرقدرت نیست اما از نفوذ کافی برای ایجاد تغییر در وضعیت سیاسی در صورت حمایت از یکی از طرفین برخوردار است. او همچنین گفت که ایتالیا برای این که بتواند منافع خود را دنبال کند باید از برده شدن برای دیگران پرهیز نماید. او به این صورت استدلال کرد که هر چند تنش قابل توجهی در روابط ایتالیا و فرانسه وجود دارد اما ایتالیا نباید بدون قید و شرط خود را پایبند اتحاد با آلمان کند؛ دقیقاً به همان صورتی که در صورت بروز تنش بین آلمان و ایتالیا نباید خود را بدون قید شرط صرف اتحاد با فرانسه نماید. گراندی تلاش کرد یک حالت تعادل در روابط ایتالیا با فرانسه و آلمان ایجاد کند اما اقدام فرانسه از سال ۱۹۳۲ برای اتحاد با بریتانیا و ایالات متحده در مقابل انتقام جویی آلمان او را با شکست مواجه کرد. دولت فرانسه به ایتالیا هشدار داد که با تعیین جهت مشخص کند که در طرف حامیان پیمان ورسای است یا همسویی با مخالفان انتقام جوی آن را برمی‌گزیند. گراندی در پاسخ اعلام کرد اگر فرانسه قیمومیت کامرون را به ایتالیا بسپارد و دخالتی در توسعه طلبی آن در اتیوپی نکند، این کشور میل دارد جانب آن‌ها را در مقابل آلمان بگیرد. اما فرانسه با این تفکر که هنوز فوریتی دربارهٔ خطر آلمان وجود ندارد و درخواست‌های ایتالیا در قبال حمایتش غیرقابل قبول است، آن را رد کرد.
۲۳ اکتبر ۱۹۳۲ موسولینی حمایت خود را از یک تجدید نظر چهار جانبه شامل کشورهای بریتانیا، فرانسه، آلمان و ایتالیا در پیمان ورسای خارج از چهارچوب به قول او «منسوخ» جامعه ملل اعلام کرد. این طرح عملاً برای کاهش قدرت فرانسه در اروپا به منظور کاهش تنش بین ابرقدرت‌ها در کوتاه مدت جهت ایجاد فرصت برای ایتالیا در خارج شدن از فشار تعیین یک متحد زمان جنگ بود، درحالی‌که هم‌زمان به آن‌ها اجازه می‌داد از توافقات دیپلماتیک بر سر آن سود ببرند.

### اتحاد دانوب، اختلاف بر سر اتریش
در سال ۱۹۳۲ گیولا گمبوس و حزب اتحاد ملی در مجارستان به قدرت رسید که بلافاصله به دنبال اتحاد با ایتالیا بود. گمبوس با آگاهی از این موضوع که مجارستان به تنهایی قادر به مقابله با کشورهای همسایه‌اش (یوگسلاوی، رومانی و چکسلواکی) نیست، قصد داشت با ایجاد اتحاد با ایتالیا و اتریش مرزهای بعد از پیمان تریانون را تغییر دهد. موسولینی از این درخواست استقبال کرد و همکاری دو کشور برای وادار کردن انگلبرت دلفوس، صدراعظم اتریش برای ورود به یک پیمان سه جانبه اقتصادی آغاز شد. در دیداری که بین موسولینی و گمبوس در ۱۰ نوامبر ۱۹۳۲ در رم برگزار شد دو طرف مسئله حاکمیت اتریش را در صورت به قدرت رسیدن احتمالی نازی‌ها در آلمان بررسی کردند. موسولینی نگران جاه‌طلبی‌های آلمان در رابطه با اتریش بود و اعلام کرد لااقل در کوتاه مدت از حاکمیت مستقل اتریش دفاع می‌کند. نگرانی اصلی ایتالیا دربارهٔ ادعای احتمالی آلمان بر منطقه آلمانی‌نشین تیرول جنوبی ایتالیا در صورت ضمیمه شدن اتریش به خاک آلمان بود. گمبوس در جواب اذعان داشت اتریش با جمعیت آلمانی‌تبار آن شناخته می‌شود و ضمیمه شدن آن به آلمان اجتناب ناپذیر است. او همچنین توصیه کرد ایتالیا در این رابطه نسبت به آلمان رویکردی دوستانه پیش بگیرد تا اینکه آلمانی را که تمایل دارد به آدریاتیک (دریایی در شرق ایتالیا) دست بیابد را دشمن خود کند. موسولینی ابراز امیدواری کرد الحاق اتریش به آلمان تا زمان آغاز جنگ در اروپا که او آن را در سال ۱۹۳۸ پیش‌بینی می‌کرد، به تعویق بیفتد.
در سال ۱۹۳۳ آدولف هیتلر و حزب نازی در آلمان به قدرت رسید. اولین مهمان دیپلماتیک هیتلر، گمبوس بود. در نامه‌ای گمبوس در روز رسیدن هیتلر به قدرت به سفیر مجارستان در آلمان نوشت که به هیتلر بگوید: «ده سال پیش بر اساس اصول و عقیده‌های مشترک ما از طریق دکتر شوبنر ریشتر در ارتباط بوده‌ایم». گمبوس همچنین به سفیر گفت قصد مجارستان «برای همکاری با آلمان در زمینه سیاست خارجی و اقتصادی» را به هیتلر اطلاع دهد.
هیتلر از دهه ۱۹۲۰ میلادی از اتحاد بین آلمان و ایتالیا حمایت می‌کرد. مدت کوتاهی پس از رسیدن به قدرت با ارسال پیامی شخصی به موسولینی به «تجلیل و تحسین» او پرداخت و از پیش‌بینی‌های خود در رابطه با ارتباط دوستانه ایتالیا و آلمان و حتی اتحاد دو کشور سخن گفت. هیتلر از نگرانی ایتالیا در ارتباط احتمال ادعای آلمان بر اراضی آن در تیرول جنوبی آگاه بود به همین جهت به موسولینی اطمینان داد که آلمان هیچ‌گونه علاقه‌ای به داشتن ادعا بر تیرول جنوبی ندارد. هیتلر در کتاب خود، نبرد من اعلام کرد که موضوع تیرول جنوبی در برابر منافع اتحاد بین آلمان و ایتالیا مسئله مهمی نیست. پس از این که هیتلر به قدرت رسید طرح چهار جانبه پیشنهاد شده توسط ایتالیا مورد توجه و علاقه بریتانیا قرار گرفت اما هیتلر به آن پایبندی نشان نداد. در نتیجه موسولینی مصرانه به او پیشنهاد کرد که آلمان می‌تواند با منافع این طرح چهار جانبه و دوری از یک درگیری نظامی فوری خود را از انزوا خارج کند. در این طرح پیشنهاد شده بود که آلمان دیگر از نظر نظامی محدودیتی متحمل نباشد و تحت نظارت خارجی در طی مراحلی تسلیحات خود را ارتقا دهد. اما هیتلر طرح تسلیح مجدد آلمان تحت نظارت خارجی را کاملاً رد کرد.
موسولینی در رابطه با ضمیمه شدن خاک اتریش به آلمان به هیتلر اعتماد نداشت کما این که هیتلر نیز قولی بابت مدعی نشدن آلمان بر تیرول جنوبی نداده بود. موسولینی به هیتلر اعلام کرد از سر کار بودن دولت ضد مارکسیستی دولفوس در اتریش راضی است و شدیداً با ضمیمه شدن اتریش به خاک آلمان مخالف است. هیتلر به گونه تحقیرآمیزی به موسولینی پاسخ داد می‌خواهد «دولفوس را به دریا بیندازد». با این اختلاف نظر بر سر اتریش فاصله بین موسولینی و هیتلر مداوما رو به افزایش گذاشت.
هیتلر با قصد شکستن تنگنای رابطه با ایتالیا بر سر اتریش، سال ۱۹۳۳ هرمان گورینگ را به رم فرستاد تا موسولینی را متقاعد کند تا او دولوفس را را تحت فشار بگذارد که نازی‌های اتریش را در دولتش مشارکت دهد. گورینگ مدعی شد تسلط نازی‌ها بر اتریش اجتناب ناپذیر است و موسولینی باید آن را بپذیرد. او مدام قول هیتلر را که «مسئله مرزی تیرول جنوبی نهایتاً با یک پیمان صلح حل خواهد شد» را برای موسولینی تکرار می‌کرد. در جواب دیدار گورینگ و موسولینی، دولفوس بلافاصله به ایتالیا رفت تا هرگونه اقدام دیپلماتیک آلمان را تلافی کند. دولفوس مدعی شد دولتش فعالانه با مارکسیستها در اتریش در حال مقابله است و وقتی که آن‌ها به‌طور کامل شکست خوردند حمایت مردمی از نازی‌ها از بین خواهد رفت.
در سال ۱۹۳۴ هیتلر و موسولینی در ونیز برای اولین بار با یکدیگر دیدار کردند. این دیدار به هیچ وجه دوستانه پیش نرفت. هیتلر بر سر مسئله اتریش از موسولینی خواست برای انتخاب نازی‌ها در دولت، دولفوس را تحت فشار قرار دهد که موسولینی صراحتاً آن را رد کرد. هیتلر پذیرفت فعلاً استقلال اتریش را به رسمیت بشناسد زیرا فعلاً سرگرم تنش‌های داخلی در آلمان است (اشاره به شب دشنه‌های بلند) و کشورش نمی‌تواند در چنین شرایطی به تحریک ایتالیا بپردازد. گالئاتسو چیانو به رسانه‌ها گفت دو رهبر به «توافقی شرافتمندانه» دست یافته‌اند تا از دخالت در اتریش خودداری کنند.
چند هفته پس از ملاقات ونیز، نازی‌های اتریشی دولفوس را ترور کردند. این اقدام باعث برآشفته شدن موسولینی شد و هیتلر را که تنها چند هفته پیش قول داده بود به استقلال اتریش احترام بگذارد، را به نقض عهد و دخالت مستقیم در طرح ترور متهم کرد. او دستور داد چند تیپ از ارتش در مرزهای شمالی کشور همجوار با اتریش (گذرگاه برنر) مستقر شوند و تهدید کرد در صورت اقدامی از سوی آلمان علیه اتریش یک جنگ بین آلمان و ایتالیا آغاز خواهد شد. هیتلر در قبال این اقدامات دست داشتن در این ترور را رد کرد و دستور داد تمامی ارتباطات حزب نازی آلمان با طرف اتریشی حزب که آن را مسئول این بحران سیاسی دانست، قطع شود.
در پی این اوضاع ایتالیا پیگیری روابط خود با آلمان را رها کرد و با چرخش به سمت فرانسه، پیمانی با این کشور برای حفاظت از استقلال اتریش نمود تا انعطاف‌ناپذیری سیاسی آلمان را به چالش بکشد. مقامات نظامی فرانسه و ایتالیا برای همکاری احتمالی در موقع لزوم در صورت اقدام آلمان علیه اتریش شروع به تبادل نظر کردند.
در پی حمایت هیتلر از حمله ایتالیا به اتیوپی در سال ۱۹۳۵ روابط بین دو کشور شروع به بهبود کرد. درحالی‌که برخی کشورهای دیگر اقدامات ایتالیا در اتیوپی را محکوم کردند و علیه این کشور تحریم‌هایی وضع نمودند.

### اتحاد آلمان، ایتالیا و ژاپن
با دیدار اوشیما هیروشی، دیپلمات ژاپنی و یواخیم فن ریبنتروپ در سال ۱۹۳۵ در برلین تمایل دو کشور برای ایجاد یک اتحاد آغاز شد. اوشیما، فن ریبنتروپ را از خواست ژاپن برای اتحاد با آلمان در مقابل شوروی مطلع کرد. فون ریبنتروپ پیشنهاد اوشیما را به شکل یک پیمان سیاسی برای مقابله با کمینترن بسط داد. پیمان پیشنهاد شده از طرف آلمان در ژاپن بازخوردهای متفاوتی دریافت کرد. درحالی‌که ملی گرایان افراطی در دولت از این پیشنهاد دفاع می‌کردند، نیروی دریایی و دستگاه سیاست خارجی ژاپن شدیداً به مخالف با آن پرداختند. دلواپسی شدید دولت ژاپن به این جهت بود که نگران بود این پیمان به روابط این کشور و بریتانیا آسیب بزند و همکاری چندین ساله دو کشور را که به ژاپن اجازه داده بود در سطح اول جامعه جهانی ایفای نقش کند، به خطر بیندازد. پاسخ به این پیمان در آلمان نیز همانند ژاپن بود. با این حال که این پیمان میان رده‌های بالای حزب نازی طرفدار زیادی داشت اما وزارت خارجه، ارتش و برخی تجار که منافع زیادی در چین که ژاپن با آن دشمنی داشت داشتند، با آن مخالف بودند.
با آگاهی از این مذاکرات، ایتالیا نیز طرح‌ریزی برای ایجاد یک اتحاد با ژاپن را پیش گرفت. ایتالیا امیدوار بود بر مبنای روابط بلند مدت نزدیک بین ژاپن و بریتانیا، ایجاد یک اتحاد با ژاپن بریتانیا را در اتخاذ یک موضع منطقی‌تر تر با ایتالیا در مدیترانه تحت فشار بگذارد. در تابستان ۱۹۳۶، چیانو به سوگیمورا یوتارو، سفیر ژاپن در ایتالیا اطلاع داد که «من از رسیدن توافق بین ژاپن و آلمان در رابطه با شوروی آگاهی یافته‌ام، پس طبیعی به نظر می‌رسد که چنین پیمانی بین ایتالیا و ژاپن نیز منعقد شود». ژاپن در ابتدا به این درخواست بی اعتنایی کرد؛ زیرا ژاپنی‌ها معتقد بودند پیمان با آلمان علیه شوروی ضروری به نظر می‌رسد اما انعقاد قرارداد مشابه ثانویه با ایتالیا دشمنی بریتانیا را که با تهاجم ایتالیا به اتیوپی مخالف بود، برخواهد انگیخت. این رویکرد با محکومیت ژاپن از طرف جامعه ملل برای حمله به چین و انزوای این کشور، در سال ۱۹۳۷ تغییر کرد، درحالی‌که ایتالیا همچنان علاقه‌مند اتحاد با ژاپن بود. با حمایت ایتالیا از ژاپن در مقابل محکومیت‌های جهانی، ژاپن موضع مثبتی در قبال ایتالیا در پیش گرفت و به آن یک پیمان عدم مخاصمه یا بی‌طرفی پیشنهاد داد.
نهایتاً عنوان «قدرت‌های محور» با امضای پیمانی سه جانبه بین آلمان، ایتالیا و ژاپن در ۲۷ سپتامبر ۱۹۴۰ در برلین صورتی رسمی به خود گرفت. متعاقباً مجارستان (۲۰ نوامبر ۱۹۴۰)، رومانی (۲۳ نوامبر ۱۹۴۰)، اسلوواکی (۲۴ نوامبر ۱۹۴۰) و بلغارستان (۱ مارس ۱۹۴۱) به این پیمان پیوستند.

## ایدئولوژی
در بستر ایدئولوژیک قوای محور هدف خود را شکستن هژمونی سرمایه‌داری غربی و دفاع از تمدن در مقابل کمونیسم تعریف می‌کردند. دول محور از نوعی استبداد، خودکفایی و سرمایه‌داری که در آن مدیریت دولتی و سرمایه‌گذاری تلفیق شده بود، حمایت می‌کردند. در نهایت ایتالیا فاشیست، آلمان نازی و امپراتوری ژاپن به دنبال ایجاد امپراتوری‌هایی بودند که برای جلوگیری از تفرقه اجتماعی ضروری به نظر می‌رسیدند.

## نگارخانه

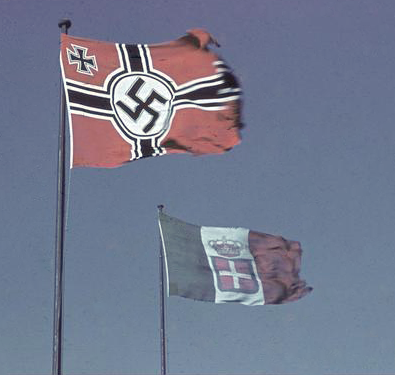
برافراشته شدن پرچم‌های آلمان نازی و ایتالیا
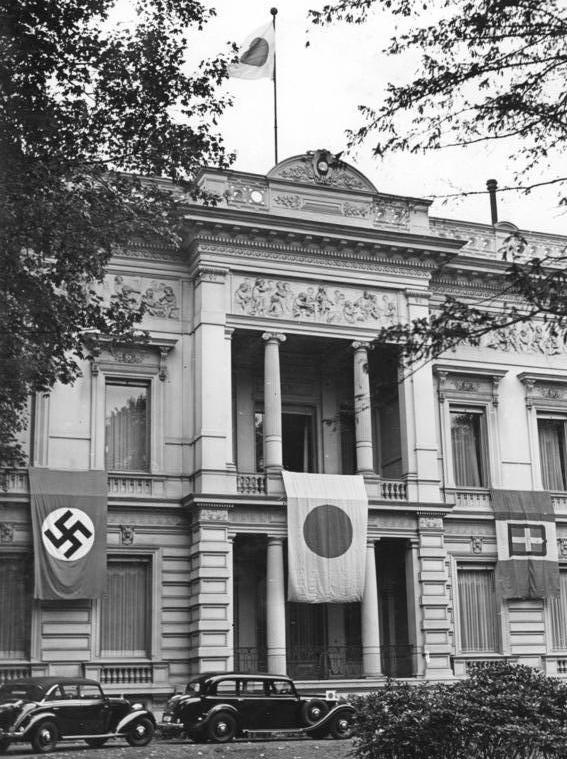
محل امضای پیمان محور میان ژاپن، آلمان و ایتالیا